# Keijo Hynninen
Keijo Hynninen, né le 28 novembre 1929, à Helsinki et mort le 22 novembre 2020, est un joueur finlandais de basket-ball.